# Neuwerk (Schiff)
Die Neuwerk ist ein in der Deutschen Bucht stationiertes Mehrzweckschiff des Bundes und wird vom Reedereizentrum der Wasserstraßen- und Schifffahrtsverwaltung betrieben. Es ist das größte der momentan vier Mehrzweckschiffe der Wasserstraßen- und Schifffahrtsverwaltung des Bundes. Das Schiff ist als Eisbrecher, Notschlepper, Tonnenleger, für die Schadstoffunfallbekämpfung sowie für schiffahrtspolizeiliche Aufgaben einsetzbar.

## Geschichte
Das Schiff wurde unter der Baunummer 415 auf der Volkswerft Stralsund gebaut. Die Kiellegung erfolgte am 14. Februar, der Stapellauf am 27. September 1997. Fertiggestellt wurde das Schiff im Juni 1998.
Ende 2002 / Anfang 2003 war die Neuwerk nach der Havarie der Prestige vor der spanischen Atlantikküste im Einsatz. Nach dem Abschluss der Arbeiten wurde das Schiff auf einer spanischen Werft soweit gereinigt, dass es, ohne selbst Gewässer zu verunreinigen, nach Deutschland zurückkehren konnte. Die Endreinigung erfolgte in einer Bremerhavener Werft.
Im September 2006 wurde die Neuwerk zur Bergung eines Wal-Kadavers vor Cuxhaven eingesetzt.

## Schiffstechnik

### Maschinenanlage und Antrieb

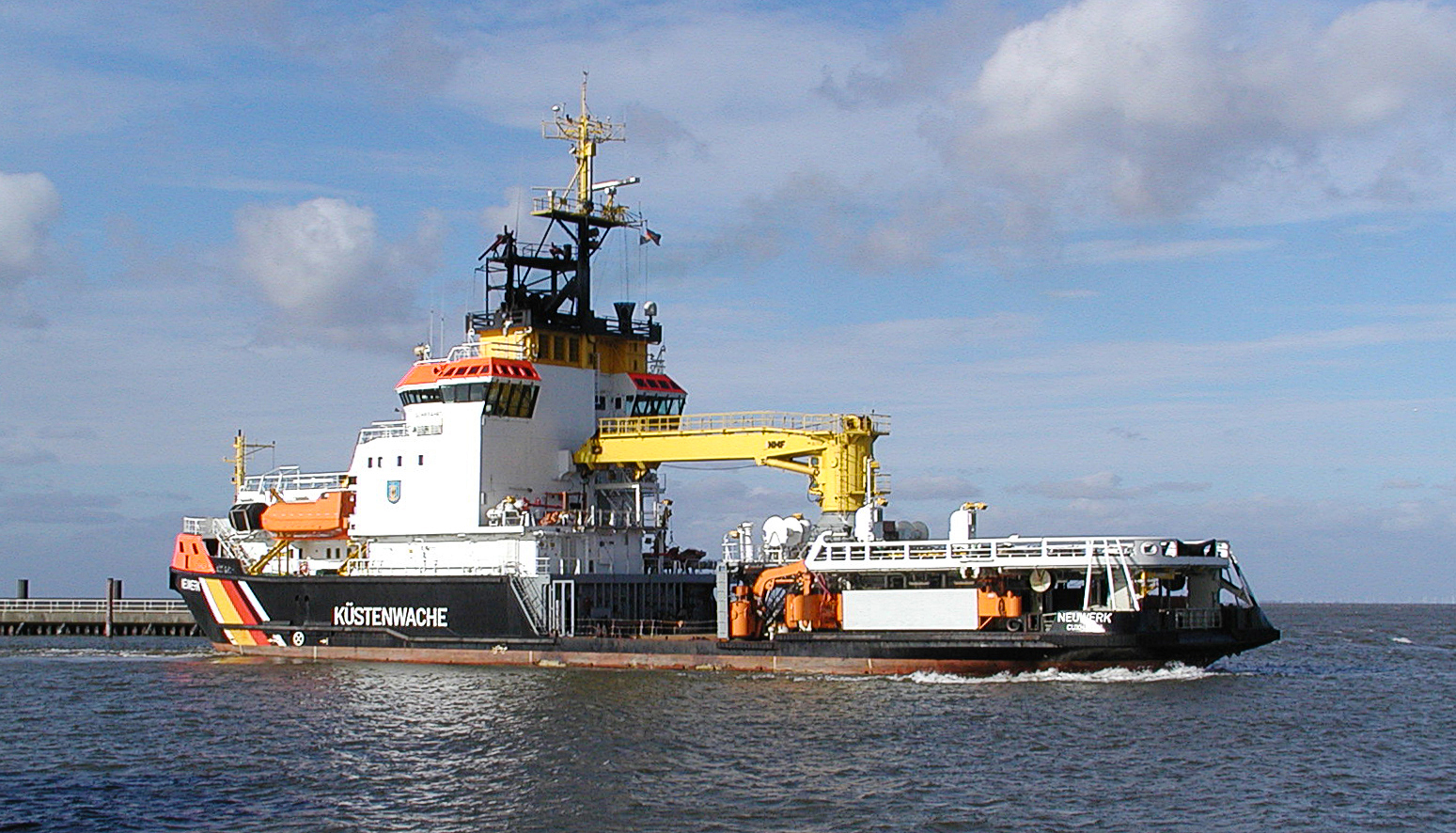
Die Neuwerk im Hafen von Cuxhaven

Die Neuwerk ist mit einer dieselelektrischen Maschinenanlage ausgerüstet. Die drei Haupt- und die beiden Hilfsmotoren treiben Generatoren an, die elektrische Energie für den Betrieb des Schiffs erzeugen. Bei den Hauptmotoren handelt es sich um 16-Zylinder-V-Motoren des Typs MTU 16V595 TC50 mit 3000 kW Leistung bei einer Drehzahl von 1500/min. Die elektrische Leistung der Hauptgeneratoren beträgt 11.025 kVA bei einer Nennspannung von 660 Volt. Der Strom für Hilfs- und Nebenbetriebe wird von zwei weiteren Generatorsätzen erzeugt, die von MTU-Dieselmotoren des Typs 12V396 TC54 bzw. 8V183 TE52 angetrieben werden. Die Nennleistung bei einer Drehzahl von 1500/min beträgt 969 kW bzw. 300 kW. Um auch in potentiell gefährlicher Umgebung von Havaristen operieren zu können, wurde die Neuwerk mit Gas- und Explosionsschutz ausgestattet.
Der Antrieb der Neuwerk erfolgt über zwei Schottel-Ruderpropelleranlagen des Typs SRP 3030, die im Heck installiert sind. Jede Anlage verfügt über einen düsenummantelten Vierblatt-Festpropeller mit einem Durchmesser von 3,00 m. Pro Antriebsanlage reduzieren zwei Winkelgetriebe die Eingangsdrehzahl des Elektromotors von 1.074/min auf die Propellerdrehzahl von etwa 200/min. Zusätzlich ist das Schiff mit einem Wasserstrahlantrieb des Typs Schottel Pump Jet (SPJ) 520 ausgestattet. Die Anlage befindet sich im Bug und wird von einem Elektromotor mit 2.600 kW Leistung bei 913/min angetrieben.
Durch den Einsatz dieser Antriebstechnik ist die Neuwerk extrem wendig.

### Ausrüstung
Die Neuwerk ist für den Einsatz als Schiffahrtszeichenfahrzeug mit einem Tonnenkran ausgerüstet, der je nach Auslage zwischen circa 12 und 22 t heben kann. Für die Brandbekämpfung verfügt das Schiff über insgesamt vier Löschkanonen (Monitore). Zur Eigensicherung und Dekontamination ist das Schiff mit einer
Wassersprühanlage ausgestattet.

## Ersatz
Die Neuwerk soll 2027 durch einen gleichnamigen Neubau der Scharhörn-Klasse ersetzt werden.